# Okashi na Tensei
Okashi na Tensei (おかしな転生?), conocida como Sweet Reincarnation en inglés, es una serie de novelas ligeras japonesas escritas por Nozomu Koryu e ilustradas por Yasuyuki Shuri. Comenzó como una novela web que se publica en el sitio web Shōsetsuka ni Narō desde febrero de 2015. Más tarde fue adquirida por TO Books, que ha publicado veintidós volúmenes impresos desde octubre de 2015. 
Una adaptación de manga, escrita por Midori Tomizawa e ilustrada. por Seriko Iida, ha sido serializado en el servicio de manga Comic Corona basado en Nico Nico Seiga desde diciembre de 2017, con sus capítulos recopilados en nueve volúmenes de tankōbon a partir de enero de 2023. Una adaptación de la serie de televisión de anime de SynergySP se estrenará en julio de 2023.

## Sinopsis
Un pastelero que estuvo activo como representante de Japón murió en la sede del torneo mundial. Con el sueño de "Quería hacer el mejor pastel del mundo".
Un artesano que reencarnó como Pastry Mill Mortairn, el hijo menor y el hijo mayor del empobrecido señor de la frontera, el Caballero Conde Mortairn, causó conmoción entre su familia y quienes lo rodeaban debido a su deseo de hacer dulces.

## Personajes
Pastry Mill Morteln (ペイストリー=ミル=モルテールン Peisutorī Miru Morutērun?)
 Seiyū: Ayumu Murase
El hijo mayor del empobrecido señor de la frontera Casserole Mill Mortairn. El apodo es Pace. En su vida anterior, fue un pastelero genio al que se le prometió un futuro, pero murió en un accidente durante el torneo mundial de pasteleros. Reencarnado en otro mundo con los recuerdos de la vida anterior, continuó haciendo dulces, pero reunir los ingredientes a veces puede generar confusión. Tras salvar a Licorice en medio de un secuestro, Pace acepta ser su prometido.
Marcarlo Doroba (マルカルロ=ドロバ Marukaruro Doroba?)
 Seiyū: Natsumi Fujiwara
Un niño cuyo padre es el subcomandante del ejército privado de la familia Mortairn, y su apodo es Marc. Un poco de personalidad tímida. Amigo de la infancia de Pace, a menudo le causa problemas y, a causa de ello, su padre lo regaña. Es también amigo de la infancia de Rumi y ha estado un poco preocupado por ella como miembro del sexo opuesto. Después de un incidente con unos bandidos que atacaron la aldea, Marc se ve obligado a aceptar a Rumi como su prometida en compensación por resultar herida.
Ruminiito Aidilichpa (ルミニート=アイドリハッパ Ruminīto Aidorihappa?)
 Seiyū: Maaya Uchida
Una amiga de la infancia de Pace, apodada Rumi. Aunque es una niña, tiene una personalidad masculina que dice lo que piensa con claridad, y es muy glotona. Conocida como una marimacho por quienes la rodean, causa problemas con Pace y Marc. Suele jugar con Marc, y tiene un lado travieso que disfruta gastándole malas pasadas. A ella no le importa casarse con Marc.
Licorice Mill Hubarek (リコリス=ミル=フバーレク Rikorisu Miru Fubāreku?)
 Seiyū: Kaede Hondo
Es la cuarta hija del Margrave Hubarek y la hermana gemela de Petra. Aunque es tímida en comparación con su sociable hermana mayor, ellas se llevan muy bien. Al verse involucrada en un secuestro junto con Pace y siendo salvada por éste, ella desarrolla sentimientos hacia él. Eventualmente se convierte en la prometida de Pace.
Caella (キャエラ Kyaera?)
 Seiyū: Yūki Kaneko
Criada personal de Licorine. Al comprometerse Licorine con Pastry, Caella se encarga de que su relación fuera moderada. Parece tener un poco de disgusto hacia Pastry.
Casserole Mill Morteln (カセロール=ミル=モルテールン Kaserōru Miru Morutērun?)
 Seiyū: Hiroshi Tsuchida
Padre de Pace y actual señor del territorio de Mortairn. Poseedor de pensamiento flexible y liderazgo inigualable. Una vez estuvo en el campo de batalla como escudero y mercenario de una familia de caballeros, y se ha hecho un nombre con varios apodos y valentía. Enseña a Pace estrictamente, pero a veces muestra un lado estúpido.
Josephine Mill Morteln (ジョゼフィーネ=ミル=モルテールン Jozefīne Miru Morutērun?)
 Seiyū: Rumi Okubo
La quinta hija de la familia Mortairn y la hermana mayor de Pace. Personalidad brillante y activa. Al poseer la belleza heredada de su madre, cuenta con una popularidad en el territorio de Mortairn. Le tiene mucho cariño a Pace y disfruta haciéndolo vestirse de mujer cada vez que tiene la oportunidad.
Sheets Beetwin (シイツ=ビートウィン Shiitsu Bītowin?)
 Seiyū: Yū Wakabayashi
El teniente comandante de la Casa Mortairn y el comandante del ejército privado. Una personalidad diestra que hace la mayor parte del trabajo sin problemas. Amable y cariñoso, es como un buen hermano mayor para los niños del territorio. Tiene una fuerte relación de confianza con Casserole, su compañero de armas durante 20 años, y se confía en él en cada situación.
Petra Mill Hubarek (ペトラ=ミル=フバーレク Petora Miru Fubāreku?)
 Seiyū: Kaya Okuno
La tercera hija de Margrave Hubarek y la hermana gemela mayor de Licorice. Ella tiene una personalidad brillante y sociable y es una buena conversadora. Es más madura de lo que parece y se comporta con dignidad en público. Se llevan muy bien con Licorice y suelen trabajar juntas. Ella se convierte en prometida de Squale.
Squale Mill Kadorecheck (スクヮーレ=ミル=カドレチェク Sukwāre Miru Kadorecheku?)
 Seiyū: Wataru Katō
El nieto mayor del duque Kadrechek, el comandante del ejército central de la capital real. Es un joven agradable con un comportamiento suave y siempre tiene una sonrisa en su rostro. Aunque no tiene experiencia real en combate, es lo suficientemente fuerte como para graduarse de la Academia Militar de Internado como el mejor de su clase. Como soldado, admira a Casserole. Está enamorado de Petra y logra comprometerse con ella.
Anies Mill Morteln (アニエス=ミル=モルテールン Aniesu Miru Morutērun?)
 Seiyū: Hitomi Nabatame
La madre de Pace. Tiene una personalidad gentil y un profundo afecto por sus hijos, especialmente por Pace. Proveniente de la nobleza, ella escapó para casarse con Casserole porque no era aceptado por su familia. Aunque es afectuosa con Pastry, ella no duda en reprenderlo cuando hace algo indebido.
Brioche Salgret Mill Leteche (ブリオシュ=サルグレット=ミル=レーテシュ Burioshu Saruguretto Miru Rēteshu?)
 Seiyū: Yoko Hikasa
La actual condesa del condado de Lehtes. Por su belleza es muy elogiada por los países vecinos. Como gerente, tiene buen ojo para la observación y puede mostrar su lado tortuoso si es con fines de lucro. Si bien reconoce el talento de Pace, desconfía de él como un socio comercial problemático.

## Contenido de la obra

### Novela ligera
Okashi na Tensei está escrito e ilustrado por Nozomu Koryu. La serie comenzó a publicarse en el sitio web Shōsetsuka ni Narō el 17 de febrero de 2015. TO Books adquirió la serie y comenzó a publicarla impresa, con ilustraciones de Yasuyuki Shuri, a partir del 20 de octubre de 2015. A partir de enero de 2023, se han publicado 22 volúmenes.

### Manga
Una adaptación de manga, escrita por Midori Tomizawa e ilustrada por Seriko Iida, comenzó a serializarse en el servicio de manga Comic Corona el 25 de diciembre de 2017. Hasta enero de 2023, se han lanzado nueve volúmenes de tankōbon. En abril de 2019, J-Novel Club anunció que obtuvieron la licencia del manga para un lanzamiento digital en inglés.

### Anime
En agosto de 2022, se anunció que la serie recibiría una adaptación de serie de televisión de anime. La serie es producida por SynergySP, con la cooperación de Studio Comet y dirigida por Naoyuki Kuzuya, con guiones escritos por Mitsutaka Hirota, diseños de personajes a cargo de Tomoko Miyakawa y música compuesta por Hiroshi Nakamura. Se estrenará en julio de 2023 en TV Tokyo y otras redes. El tema de apertura es "Brand New Day" de Sana de Sajou no Hana, mientras que el tema de cierre es "Fūmizekka" de YuNi. Crunchyroll obtuvo la licencia de la serie fuera de Asia.